# João Paulo Sales de Souza
João Paulo Sales de Souza (* 18. März 1988 in Fernandópolis), auch João Paulo genannt, ist ein brasilianischer Fußballspieler.

## Karriere
João Paulo unterschrieb seinen ersten Vertrag in seinem Geburtsort bei Fernandópolis FC. Über die brasilianischen Stationen América FC (SP) (2009–2010), Marília AC (2010–2011), Fernandópolis FC (2011 und 2013), Cianorte FC (2012), Operário Ferroviário EC (2013), Central SC (2013), Clube Náutico Marcílio Dias (2013), Mixto EC (2014), Olímpia FC (2014), EC Democrata (2015), Boa EC (2015), Tombense FC (2015), Ríver AC (2016), Rio Claro FC (2016), EC São Bento (2016) und Club Blooming (2016) wechselte er 2017 nach Asien. Hier unterschrieb er einen Vertrag in Thailand beim Bangkok FC, einem Verein, der in der Zweiten Liga des Landes, der Thai League 2, spielte. Nach Ende der Saison stieg Bangkok in die Dritte Liga ab und João Paulo verließ den Verein. Er schloss sich dem Zweitligisten PTT Rayong FC aus Rayong an. Mit Rayong wurde er 2018 Meister der Zweiten Liga und stieg somit in die Erste Liga auf. Nach dem Aufstieg verließ er Thailand und ging nach Vietnam. Hier unterschrieb er einen Vertrag beim Erstligisten Viettel FC, auch Thể Công FC genannt, in Hanoi. Nach einem halben Jahr ging er wieder nach Thailand. Hier steht er seit Juni 2019 bei Army United, einem Zweitligaclub aus der thailändischen Hauptstadt Bangkok, unter Vertrag. Nachdem sich Ende 2019 Army aus dem Spielbetrieb zurückgezogen hatte, wechselte er 2020 zum ebenfalls in der zweiten Liga spielenden Udon Thani FC nach Udon Thani. Für Udon Thani spielte er 2020 16-mal in der zweiten Liga. Hierbei schoss er acht Tore. Nachdem sein Vertrag nicht verlängert worden war, wechselte er Ende Dezember 2020 zum Lamphun Warrior FC. Mit Lamphun spielte in der Upper Region der dritten Liga. Nach dem zweiten Spieltag 2020 wurde die dritte Liga wegen der COVID-19-Pandemie unterbrochen. Nach Wiederaufnahme des Spielbetriebes im Oktober wurde die Thai League 4 und die Thai League 3 zusammengelegt. Die Warriors wurden der Northern Region zugeteilt. In der Northern Region wurde man Meister. In den Aufstiegsspielen zur zweiten Liga wurde man Erster und stieg somit in die zweite Liga auf. Nach dem Aufstieg verließ er den Verein und schloss sich zur Saison 2021/22 dem Drittligisten Phitsanulok FC aus Phitsanulok an. Im Juni 2021 kehrte er zum Lamphun Warrior FC zurück. In der Hinrunde 2021/21 absolvierte er 15 Zweitligaspiele für die Warriors. Im Dezember 2021 wechselte er wieder auf Leihbasis zum Phitsanulok FC. Hier stand er bis Saisonende unter Vertrag. Nach Vertragsende bei den Lamphun Warriors wechselte er im Juli 2022 nach Trat zum Zweitligisten Trat FC. Für den Verein aus Trat bestritt er 15 Zweitligaspiele. Nach der Hinrunde 2022/23 wechselte er im Dezember 2022 zum Ligakonkurrenten Suphanburi FC. Für den Verein aus Suphanburi bestritt er in der Rückrunde neun Zweitligaspiele. Nach der Saison wurde sein Vertrag nicht verlängert. Zu Beginn der Saison 2023/24 wechselte er in die dritte Liga. Hier schloss er sich dem in der North/Eastern Region spielenden Udon United FC an. Für den Verein aus Udon Thani bestritt er zehn Ligaspiele. Hierbei erzielte er 13 Treffer. Im Januar 2024 wechselte er wieder in die zweite Liga. Hier unterschrieb er einen Vertrag beim Ayutthaya United FC. Am Ende der Saison 2023/24 belegte er mit dem Klub den sechsten Tabellenplatz und qualifizierte sich somit für die Aufstiegsspiele zur ersten Liga. Hier konnte man sich jedoch nicht durchsetzen.

## Erfolge
PTT Rayong FC
- Thailändischer Zweitligameister: 2018  ▲

Lamphun Warrior FC
- Thai League 3 – North: 2020/21
- Thai League 3 – National Championship: 2020/21  ▲